# Захоплення Пеньйону-де-Велес-де-ла-Гомера (1508)

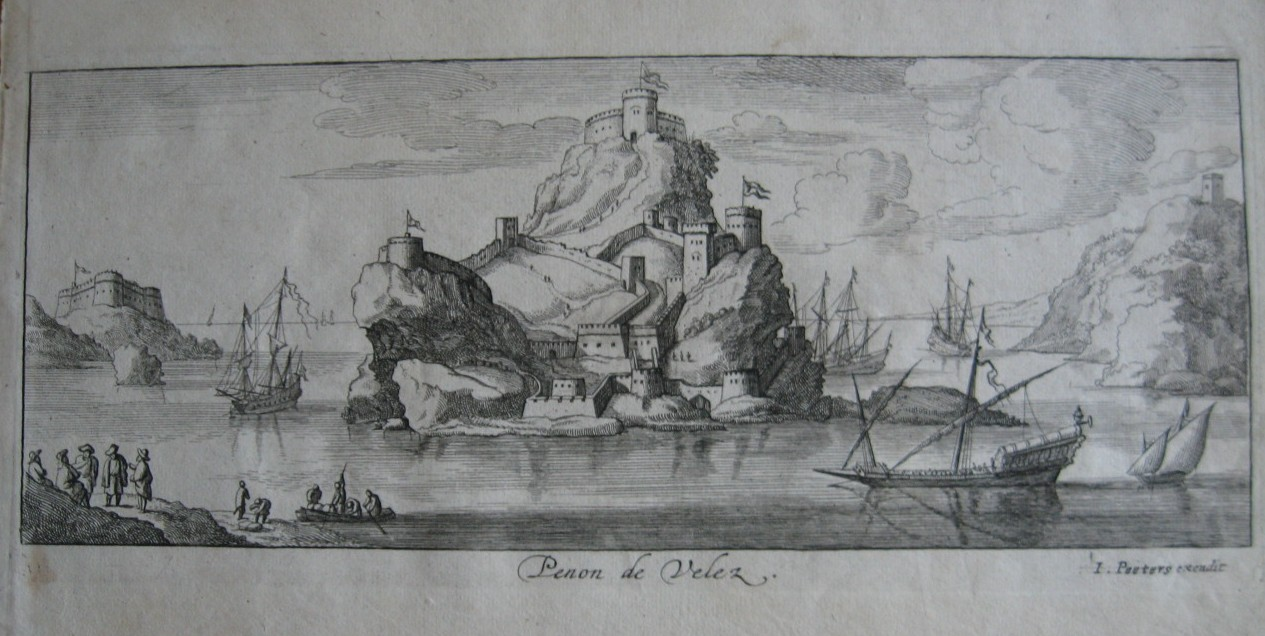
Іспанська фортеця на острові Пеньйон-де-Велес. (гравюра 2 пол. XVII ст)

Захоплення Пеньйону-де-Велес-де-ла-Гомера в 1508 році — захоплення невеличкої скелі — півострову Пеньйон-де-Велес-де-ла-Гомера навпроти марокканського міста Бадіс на африканському узбережжі Середземного моря. Було здійснено іспанським флотом під командуванням Педро Наварро 23 липня 1508 року і відоме також як Перше завоювання Пеньйону-де-Велес-де-ла-Гомера.

## Передумови
На початку XVI століття територією Бадіса та його околиць правив Мулей Манкор (ім'я зустрічається в іспанських хроніках), емір ваттасидських правителів Марокко (двоюрідний брат султана у Фесі), який у січні 1508 року підписав угоду з Венеційською Республікою про незалежність від Феса (хоча, за свідченням Ернандо де Зафра, в Бадісі вже в 1492 році був свій «король»). Після падіння в 1492 році Гранади — останнього мусульманського анклаву на Іберійському півострові, багато з мусульман та євреїв, які втекли або були вигнані з Іспанії осіли на протилежному боці Гібралтарської протоки. Вигнанців переповнювала жага помсти іспанцям і вони поповнювали ряди місцевих піратів. Бадіс був гніздом корсарів, яких звинувачували у рейдерській діяльності на узбережжі Гранади і, таким чином, у іспанців з'явилась ідея побудувати фортецю на скелі, що головувала над бухтою Бадіс, щоб вирішити проблему з піратськими фустами. Під час регентства Фердинанда, іспанці вели з правителем Бадіса переговори, які, проте, закінчились невдало.

## Захоплення
В 1508 році іспанська флотилія, яка базувалась в Малазі і на чолі з Педро Наварро брала участь у нападі на Оран, здійснила захоплення скелі навпроти Бадіса. Оскільки усі марокканці при наближенні іспанської флотилії втекли з острова, 23 липня 1508 р. Наварро без особливих проблем зайняв скелю і перед відходом залишив на ній іспанський гарнізон та артилерію.

## Наслідки
Оскільки згідно умов Тордесільянського договору 1494 року, який встановив сфери впливів між Португалією і Іспанією, Бадіс знаходився в португальській зоні, після захоплення іспанцями Пеньйону-де-Велес-де-ла-Гомера виник певний конфлікт з Португальським королівством. Але після надання іспанцями допомоги португальцям в Асилі, португальський король Мануел I в кінці 1508 року погодився на це завоювання Іспанії в зоні португальського впливу. Офіційна згода була закріплена в Сінтрському договорі 1509 року. Після іспанського завоювання Орана у 1509 році, емір Бадіса відновив переговори з іспанською монархією. У будь-якому випадку гармати, встановлені на скелі Пеньйон-де-Велес-де-ла-Гомера виявились неефективними, оскільки, не маючи достатнього діапазону для обстрілу, вони не змогли стримати рух фуст, що входили і виходили з бухти Бадіса.
Пеньйон-де-Велес-де-ла-Гомера був втрачений іспанцями в 1522 році в результаті нападу марокканських берберів, який призвів до загибелі всього іспанського гарнізону. Алі Абу Хассун, новий ваттасидський правитель Марокко в 1554 році передав острів Пеньйон-де-Велес і місто Бадіс османам, які допомогли йому отримати трон. Османська імперія використовували Бадіс і Пеньйон як базу для берберських корсарів, що діяли в районі Гібралтарської протоки. Ця діяльність непокоїла саадитського султана Абдаллах аль-Галіба, який почав побоюватися, що османи можуть використати Пеньйон і Бадіс в якості бази для завоювання всього Марокко, як це раніше вже відбулось з сусідніми Алжиром, Іфрикією та Триполітанією.
У 1564 році Абдаллах аль-Галіба передав Бадіс та Пеньйона іспанцям, перед тим повністю евакуювавши з них місцеве марокканське населення. Після цього знелюднене місто Бадіс поступово занепало і зруйнувалось, а Пеньйон-де-Велес-де-ла-Гомера дотепер перебуває в складі іспанських суверенних територій.